# تپه کفتارلان ۱
تپه کفتارلان رومیانی  مربوط به دوران پیش از تاریخ ایران باستان است و در شهرستان رومشکان _ رومیانی _ قبرستان قدیمی دم کم تاره رومیانی واقع شده و این اثر در تاریخ ۲۵ اسفند ۱۳۷۹ با شمارهٔ ثبت ۳۰۵۳ به‌عنوان یکی از آثار ملی ایران به ثبت رسیده است.